# Große Sowjetische Enzyklopädie

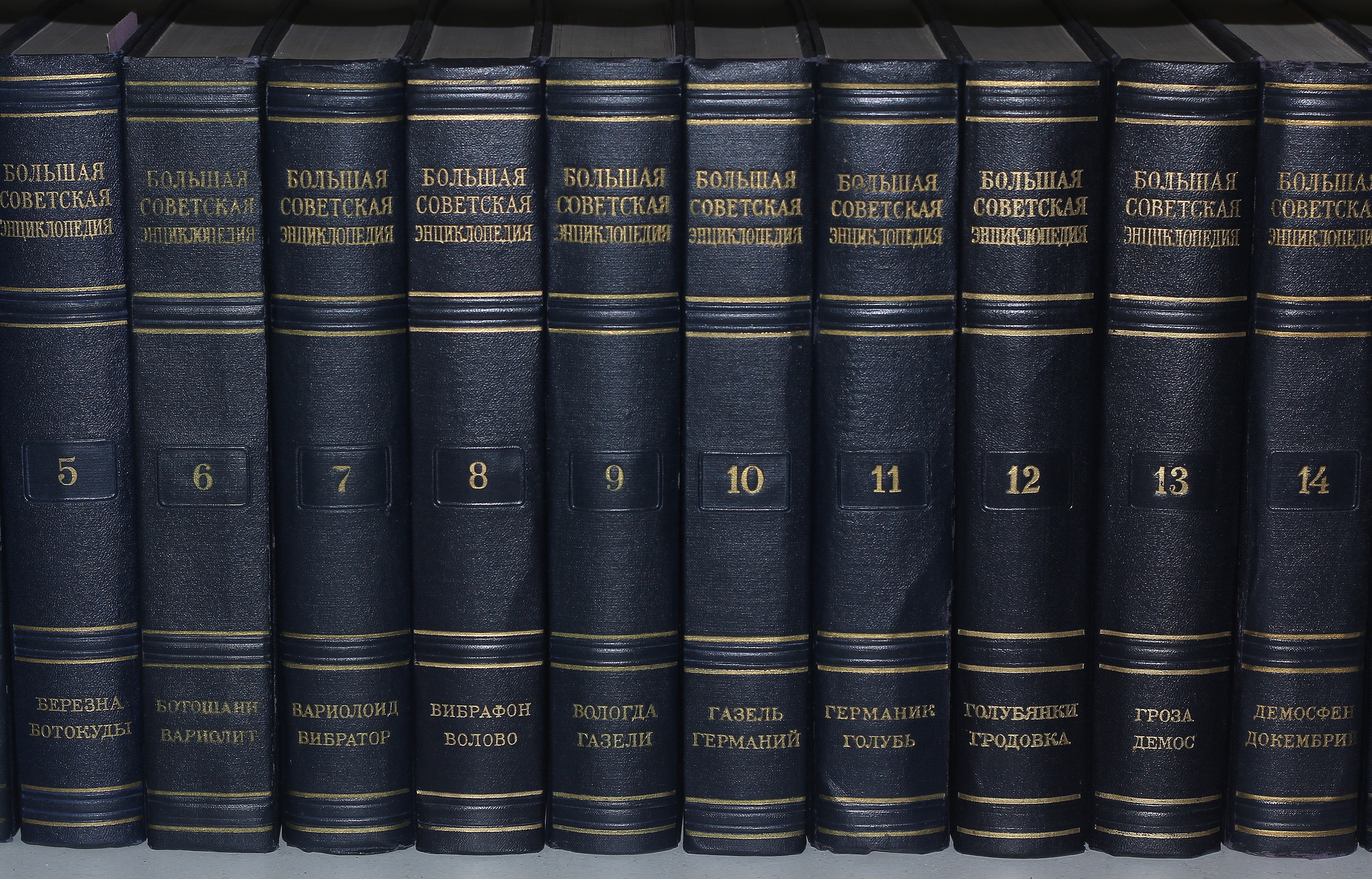
Bände der zweiten Auflage der Großen sowjetischen Enzyklopädie

Die Große sowjetische Enzyklopädie (russisch Большая советская энциклопедия, abgekürzt БСЭ / Bolschaja sowetskaja enziklopedija (BSE)) war die bekannteste und umfangreichste russischsprachige Enzyklopädie. Sie erschien in der Sowjetunion mit drei Auflagen:
- erste Auflage: 65 Bände und ein Ergänzungsband, Erscheinungsdaten 1926 bis 1933
- zweite Auflage: 50 Bände, ein Ergänzungsband (Band 51 – UdSSR) sowie ein zweiteiliges alphabetisches Register, Erscheinungsdaten 1950 bis 1960
- dritte Auflage: 30 Bände, Band 24 in zwei Teilen (Teil 1: Собаки–Струна, Teil 2: UdSSR), Erscheinungsdaten 1969 bis 1978.

Nachfolger ist die Große russische Enzyklopädie (russisch Большая российская энциклопедия, abgekürzt БРЭ), die von 2004 bis 2017 in 35 Bänden erschien.

## Erste Auflage (1926–1933)
Die erste Auflage wurde auf Beschluss des Zentralkomitees (1925) von 1926 bis 1947 mit einer Auflage von 50.000 bis 80.000 Exemplaren hergestellt. Herausgeber war bis 1929 die Aktiengesellschaft „Sowjetische Enzyklopädie“, ab 1930 der Staatliche Enzyklopädieverlag „Sowjetische Enzyklopädie“, später das Staatliche Institut „Sowjetische Enzyklopädie“.
Sie enthielt 65.000 Artikel, 12.000 Illustrationen und 1.000 Karten. Der Umfang entspricht etwa 96.800 DIN-A4-Seiten. Außer den 65 regulären Bänden gab es einen Ergänzungsband mit dem Titel UdSSR.
Der Inhalt der ersten Auflage orientierte sich an den Bedürfnissen der jungen Sowjetunion, so dominierten Artikel zu den Themen „Wirtschaft, Gegenwartspolitik und sowjetische Praxis“.
Im Vorwort hieß es: „Im Zentrum der Aufmerksamkeit steht die UdSSR, der Aufbau unserer Wirtschaft und unserer Staatsform, aber auch die internationale revolutionäre Bewegung.“
Chefredakteur war von 1924 bis 1941 der Naturwissenschaftler Otto Schmidt. Unter den Autoren waren außerdem Nikolai Bucharin, Kliment Woroschilow, Anatoli Lunatscharski, Michail Frunse, Nikolaj Maschkin und viele andere. Auch internationale Autoren wurden angefragt; so stammt der Artikel über Goethe zu großen Teilen von Walter Benjamin.
Jeder Band der ersten Auflage enthielt im Schnitt acht bis zehn farbige Landkarten und bis zu 20 meist farbige Illustrationen auf separaten Blättern. Neben diesen gab es zahlreiche Zeichnungen und Karten innerhalb der Textseiten. Diese waren überwiegend in Holzstichtechnik von bekannten Künstlern ausgeführt.
Die Artikel dieser Auflage sind in Russland gemeinfrei.

## Zweite Auflage (1950–1960)
Die Herausgabe der zweiten Auflage der Großen sowjetischen Enzyklopädie wurde im Februar 1949 vom Ministerrat der UdSSR beschlossen. In dem Beschluss wurde die strenge ideologische Ausrichtung formuliert: 
„Die Überlegenheit der sozialistischen Kultur gegenüber der Kultur der kapitalistischen Welt muss mit erschöpfender Vollständigkeit gezeigt werden. Gestützt auf die Theorie des Marxismus-Leninismus soll die Enzyklopädie von der Warte der kommunistischen Partei aus eine Kritik der gegenwärtigen reaktionären bourgeoisen Tendenzen in den verschiedenen Gebieten der Wissenschaft liefern.“
Die Bände erschienen von 1950 bis 1958 im Moskauer Staatlichen Wissenschaftsverlag „Große Sowjetenzyklopädie“ in einer Auflage von 250.000 bis 300.000 Exemplaren. Die Enzyklopädie bestand aus 51 Bänden, von denen der 51. (UdSSR) ein Ergänzungsband war. 1960 erschien noch ein alphabetisches Sach- und Personenregister in zwei Büchern. Der Umfang entsprach etwa 107.800 DIN-A4-Seiten. 
Im Vorwort zur zweiten Auflage wurde eine Rückschau auf die erste gehalten: 
„Die erste Ausgabe der BSE widerspiegelt natürlich weder die umfassenden Veränderungen, die im Leben der Völker der Sowjetunion und der übrigen Länder vorgegangen sind, noch den gegenwärtigen Stand der sowjetischen Wissenschaft, Technik und Kultur. Ein bedeutender Teil der Artikel der ersten Ausgabe ist offensichtlich veraltet. Überdies enthalten viele Artikel grobe theoretische und politische Fehler.“
Neben ausführlichen Übersichtsartikeln (beispielsweise über die Unionsrepubliken, ausländische Staaten, Wissenschaften und anderen) enthielt diese Ausgabe zahlreiche mittellange und kurze Artikel; im Schnitt hatte ein Artikel 2000 Zeichen. Dies ermöglichte die Aufnahme von rund 100.000 Lemmata. Mehr als 40 Prozent der Artikel enthielten bibliographische Angaben, die meisten in ihrer Originalsprache (in den 35 Sprachen innerhalb der Sowjetunion und in 25 ausländischen Sprachen).
In der zweiten Auflage gab es 40.852 Illustrationen und 2363 Karten; der Einband war mit einem Prägerelief versehen. 
Chefredakteure dieser Ausgabe waren Sergei Wawilow (1949–1951) und Boris Wwedenski (1951–1969). Daneben waren auch Andrei Kolmogorow und viele andere Wissenschaftler als Autoren beteiligt.
Die Bände der zweiten Auflage sind bis einschließlich des 27. Bandes (А bis Многоножки) gemeinfrei, da sie bis Juli 1954 erschienen sind. Die restlichen Bände sind in Russland urheberrechtlich geschützt.

## Dritte Auflage (1969–1978)

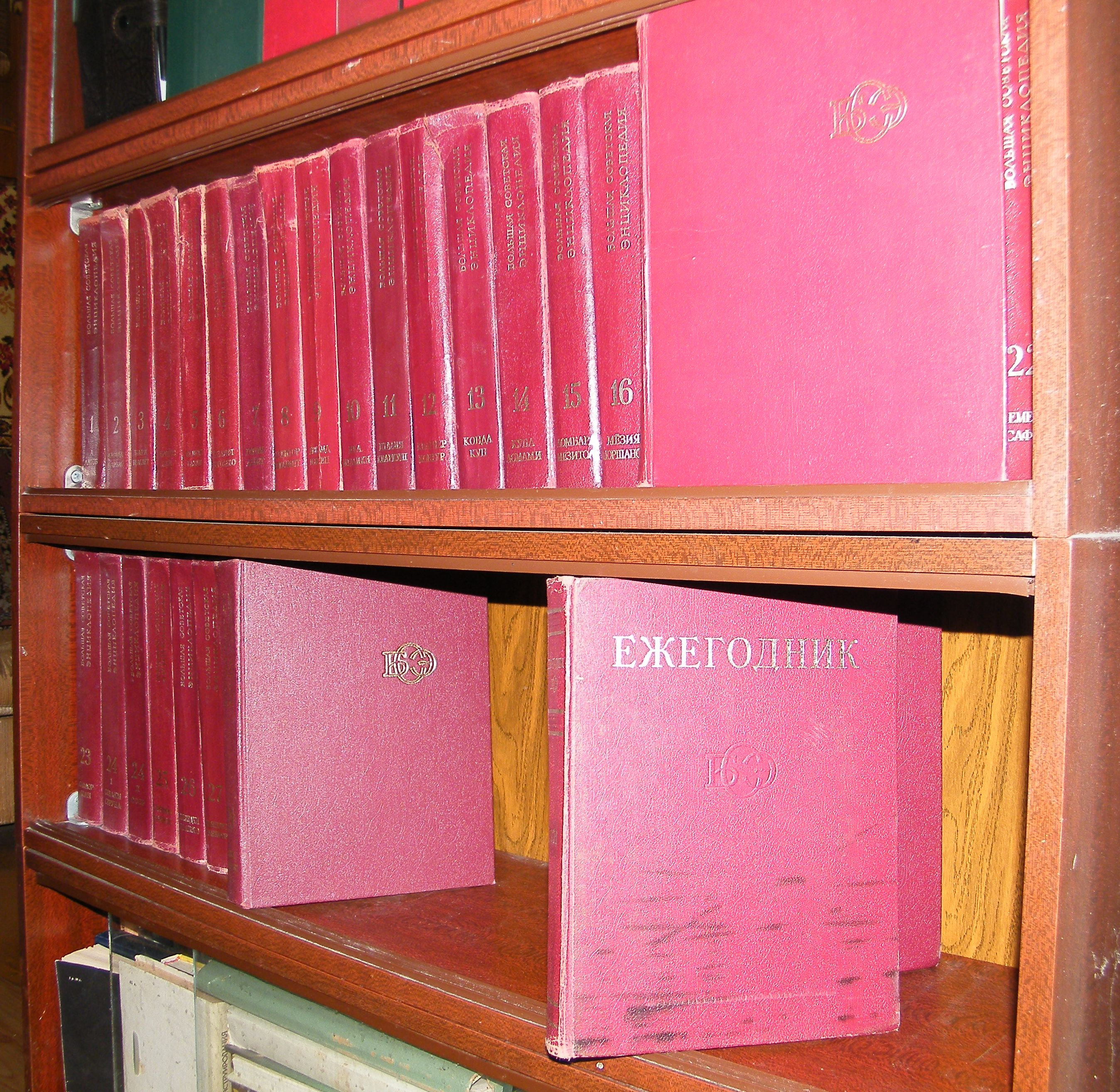

Nach einem Beschluss des Zentralkomitees der KPdSU vom 2. Februar 1967 begann man im selben Jahr mit der Arbeit zur dritten Auflage der Großen sowjetischen Enzyklopädie. Die Ausgabe enthält 30 Bände (Band 24 in zwei Büchern). Der Ergänzungsband (das zweite Buch des 24. Bandes) ist der UdSSR gewidmet. Mit einer Auflage von etwa 630.000 Exemplaren erschien diese Auflage in den Jahren von 1969 bis 1978. 
Die dritte Auflage war vom Umfang her kleiner als die zweite (gleichgestellt mit ca. 77.000 DIN-A4-Seiten), sie enthielt 95.279 Artikel, 29.120 Illustrationen, 3701 Porträtbilder und 524 farbige Landkarten. Chefredakteur war der Physiker Alexander Prochorow (seit 1969).
Im Vergleich zur zweiten lag in dieser Auflage ein Schwerpunkt auf philosophischen Fragen der Naturwissenschaften, dem wachsenden Einfluss der Physik und Chemie auf alle naturwissenschaftlichen und technischen Bereiche sowie der verbreiteten Anwendung mathematischer Methoden in den Wirtschaftswissenschaften, Soziologie, Linguistik und anderen Wissenschaftszweigen. 
Die Enzyklopädie war reich illustriert und die einzelnen Bände enthielten farbige Tafel- und Kartenseiten, die im Tief-, Hoch- und Offsetdruckverfahren produziert waren, Leporellokarten sowie Illustrationen, Karten und Diagramme auf den Textseiten. Eine Schallplatte, die Aufnahmen der Reden von Lenin enthielt, wurde beigelegt. 

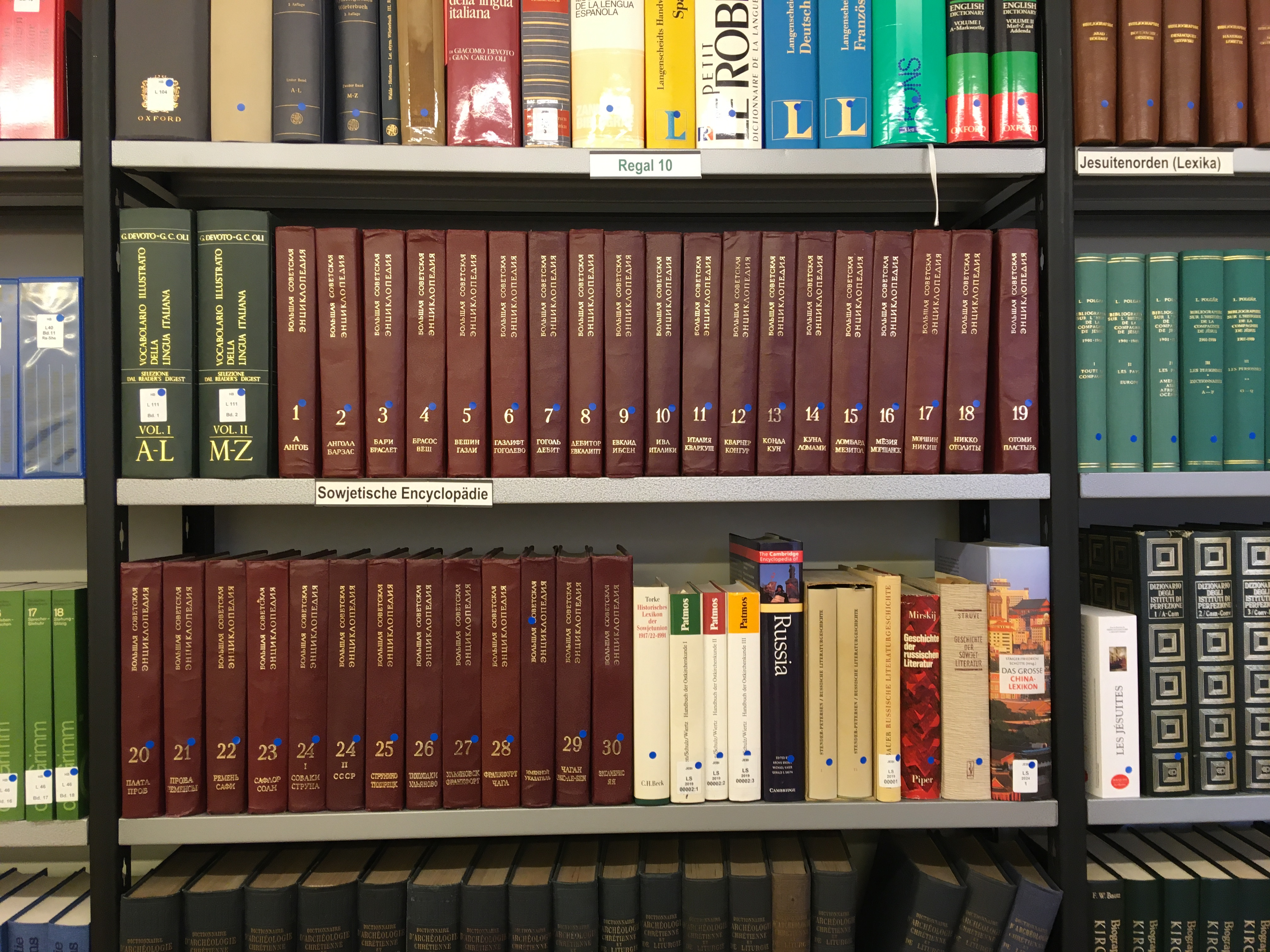
Dritte Auflage der Großen sowjetischen Enzyklopädie in der Jesuitenbibliothek Zürich

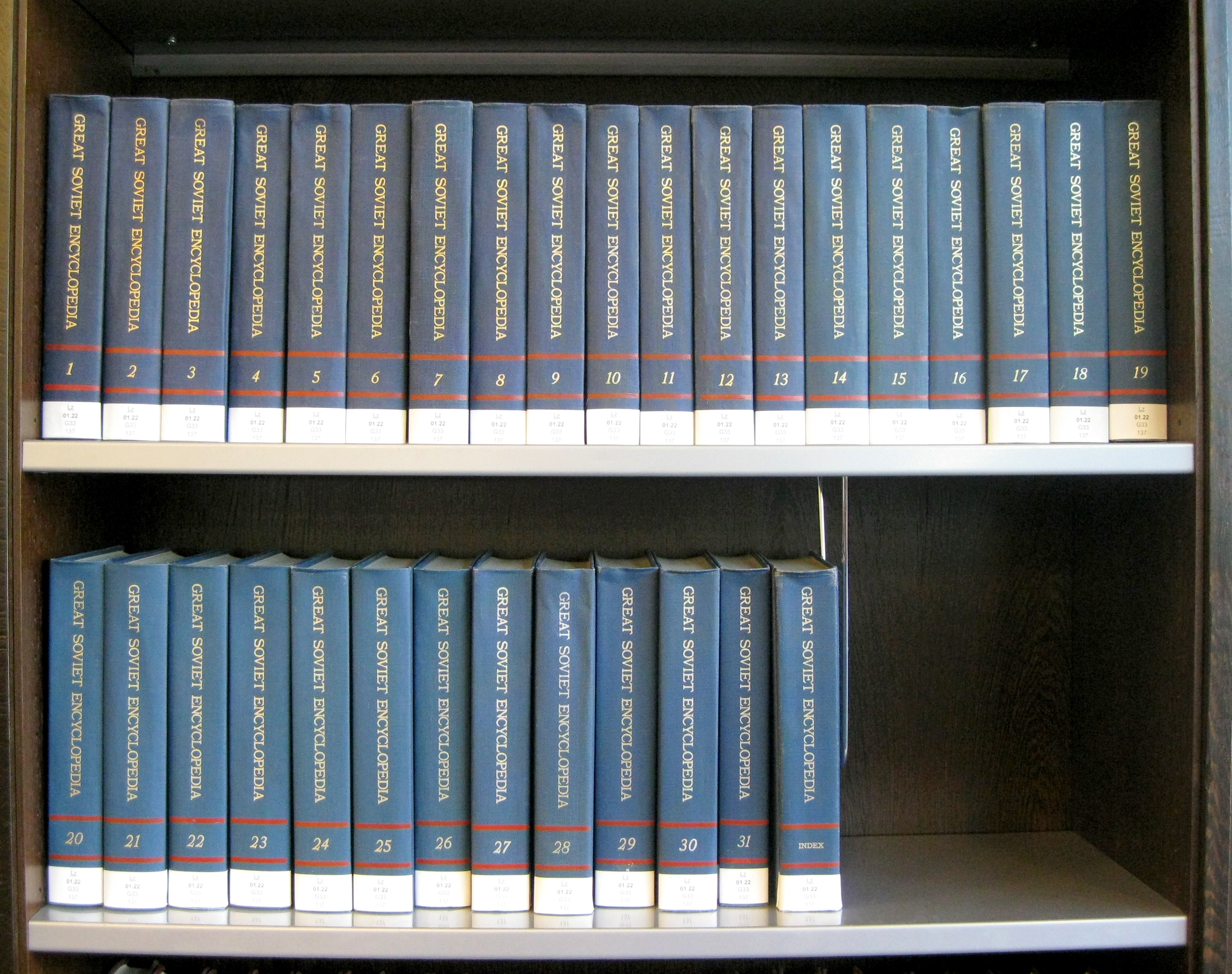
Great Soviet Encyclopedia, die englische Übersetzung

Die dritte Auflage der Enzyklopädie wurde in die englische Sprache übersetzt und von dem britisch-amerikanischen Verlag Macmillan 1974–1983 (andere Quellen: 1973–1982) herausgegeben. Jeder Band wurde gesondert übersetzt, die Reihenfolge der Einträge richtet sich nach dem russischen Alphabet. Außerdem wurde sie ins Griechische übersetzt. 
Zwischen 1957 und 1990 erschien jedes Jahr ein Band mit aktuellen Informationen über die Sowjetunion und andere Länder der Welt. 
Die Erfahrungen bei der Produktion der Großen Sowjetenzyklopädie wurden bei der Arbeit an anderen Lexika und Nachschlagewerken genutzt, so etwa die Kleine Sowjetenzyklopädie (drei Auflagen 1928–60), dem einbändigen Sowjetischen enzyklopädischen Wörterbuch (vier Auflagen 1979–91), dem zweibändigen Großen enzyklopädischen Wörterbuch (1991).

## Spätere Nutzungsrechte
Inhaber der Druckrechte ist der Rechtsnachfolger des Verlages Sowjetische Enzyklopädie, das Unternehmen Große russische Enzyklopädie (BRE). Die elektronischen (Teil-)Nutzungsrechte wurden vertraglich mehreren Unternehmen übertragen: das ausschließliche Recht auf Internet-Publikation gehört Russ Portal, die es auf der Website Rubrikon vermarktet, die Rechte auf Multimediaverwertung (CD-ROM) dem Unternehmen Novy disk u. a.
2001 gab die 1993 gegründete russische Aktiengesellschaft Autopan die dritte Auflage der Enzyklopädie auf drei CDs heraus.
Artikel aus der dritten Auflage, die in der englischsprachigen Ausgabe (1970–1979) erschienen sind, sind bei TheFreeDictionary.com verfügbar, allerdings nicht vollständig.
Von einer deutschsprachigen Ausgabe (Die Große Sowjet-Enzyklopädie) erschien 1953 im Aufbau-Verlag nur der von Jürgen Kuczynski und Wolfgang Steinitz herausgegebene erste Band mit dem Stichwort Deutschland.

## Zensur
Während und nach der Zeit von Josef Stalin wurde die Enzyklopädie zu einem Problem, wenn ein plötzlich der damnatio memoriae unterzogener Zeitgenosse in der Enzyklopädie noch allzu ausführlich oder positiv gewürdigt wurde. So berichtet der Publizist Wolfgang Leonhard, dass die Abonnenten der Sowjetenzyklopädie nach Chruschtschows bekannter Geheimrede „Über den Personenkult und seine Folgen“ aufgefordert wurden, die Seiten mit dem Stichwort „Beria“, Stalins Geheimdienstchef, herauszutrennen und beim Verlag umzutauschen – zurückgekommen seien umfangreiche Papiere zum Thema Beringsee (→ Zensur in der Sowjetunion).

## Andere sowjetische Enzyklopädien
| Originaltitel                       | Sprache           | Bände | Jahre               | Link       | Nachfolger                         |
| ----------------------------------- | ----------------- | ----- | ------------------- | ---------- | ---------------------------------- |
| Українська радянська енциклопедія   | Ukrainisch        | 17 12 | 1959–1965 1974–1985 | (УРЕ), EoU | Велика українська енциклопедія     |
| Eesti nõukogude entsüklopeedia      | Estnisch          | 8     | 1968–1976           | ENE        | Eesti entsüklopeedia               |
| Беларуская савецкая энцыклапедыя    | Belarussisch      | 12    | 1969–1975           | БелСЭ      | Беларуская энцыклапедыя            |
| Енчиклопедия советикэ молдовеняскэ  | Moldauisch        | 8     | 1970–1981           | ЕСМ        | Enciclopedia Moldovei              |
| Ўзбек совет энциклопедияси          | Usbekisch         | 14    | 1971–1980           | (ЎзСЭ)     | Oʻzbekiston milliy ensiklopediyasi |
| Қазақ совет энциклопедиясы          | Kasachisch        | 10    | 1972–1978           | ҚазСЭ      | Қазақстан: Ұлттық энциклопедия     |
| Հայկական սովետական հանրագիտարան     | Armenisch         | 13    | 1974–1987           | ՀՍՀ, s:hy  | Հայկական համառոտ հանրագիտարան      |
| Түркмен совет энциклопедиясы        | Turkmenisch       | 10    | 1974–1989           | ТСЭ        |                                    |
| ქართული საბჭოთა ენციკლოპედია        | Georgisch         | 12    | 1975–1987           | (ქსე)      | ენციკლოპედია საქართველო            |
| Азәрбајҹан совет енсиклопедијасы    | Aserbaidschanisch | 10    | 1976–1987           | (АСЕ)      | Azərbaycan Milli Ensiklopediyası   |
| Lietuviškoji tarybinė enciklopedija | Litauisch         | 10    | 1976–1985           | LTE        | Visuotinė lietuvių enciklopedija   |
| Кыргыз совет энциклопедиясы         | Kirgisisch        | 6     | 1976–1980           | КыргСЭ     | Кыргызстан улуттук энциклопедиясы  |
| Энциклопедияи советии тоҷик         | Tadschikisch      | 8     | 1978–1988           | (ЭСТ)      | Энсиклопедияи Миллии Тоҷик         |
| Latvijas padomju enciklopēdija      | Lettisch          | 11    | 1981–1988           | LPE        | Nacionālā enciklopēdija            |

## Belege
1. ↑  online: bigenc.ru
2. 1 2 3  Übersetzung aus http://www.enzyklopaedie.ch/dokumente/BSE.pdf
3. ↑  seit 2020: Автономная некоммерческая организация „Национальный научно-образовательный центр ‚Большая российская энциклопедия‘“ (АНО БРЭ), greatbook.ru
4. ↑  Our Main Sources. TheFreeDictionary.com, abgerufen am 5. Juli 2015.
5. ↑  Otmar Seemann: Inkomplett erschienene Lexika und Enzyklopädien. Ein Nachtrag zu Krieg: MNE. In: Karl H. Pressler (Hrsg.): Aus dem Antiquariat. Band 8, 1990 (= Börsenblatt für den Deutschen Buchhandel – Frankfurter Ausgabe. Nr. 70, 31. August 1990), S. A 329 – A 334, hier: S. A 331.
6. ↑  HJG: Von Oxford über Yale nach Chemnitz. Der Historiker und Rußland-Experte Wolfgang Leonhard weilte als Gastprofessor an der TU. In: Magazin der Technischen Universität Chemnitz – Veranstaltungen. Technische Universität Chemnitz, 26. März 1998, archiviert vom Original am 4. März 2016; abgerufen am 8. August 2023.